# Симон, Венсан
Венсан Симон (фр. Vincent Simon; 28 сентября 1983, Таити) — таитянский футболист, защитник сборной Таити и футбольного клуба «Пираэ».

## Карьера
Во взрослом футболе дебютировал в 2003 году выступлениями за команду клуба «Пираэ», в которой провел восемь сезонов.
в 2011 году Симон присоединился в состав клуба «Дрэгон». В сезоне 2011/12 он стал чемпионом Таити. В 2014 году вернулся в родной «Пираэ».

## Выступление за сборную
В 2004 году Симон дебютировал в официальных матчах в составе национальной сборной Таити. На данный момент Симон провел в форме главной команды страны 25 матчей и смог забить 1 гол.
В составе сборной был участником Кубка наций ОФК 2004, 2012 и 2016. На Кубке наций ОФК 2012 года, который проходил на Соломоновых островах таитянци впервые в истории завоевали титул победителя турнира. Симон также участвовал в розыгрыше Кубка конфедераций 2013 в Бразилии. На Кубке конфедераций Симон провалил тест на допинг Туаминогептан. Его дисквалифицировали до 7 февраля 2014 года.

## Голы за сборную
| # | Дата        | Место                | Противник          | Гол | Результат | Соревнование             |
| - | ----------- | -------------------- | ------------------ | --- | --------- | ------------------------ |
| 1 | 19 Мая 2004 | Лоусон Тама, Хониара | Соломоновы Острова | 1–0 | 1–1       | Отборочные матчи ЧМ-2006 |

### Достижения
«Пираэ»
- Чемпион Таити: 2005/06

 «Дрэгон»
- Чемпион Таити: 2011/12

 Сборная Таити
- Победитель Кубка наций ОФК: 2012

## Международная статистика
| Таити | Таити | Таити |
| Год   | Матчи | Голы  |
| ----- | ----- | ----- |
| 2004  | 9     | 1     |
| 2012  | 12    | 0     |
| 2013  | 2     | 0     |
| 2016  | 2     | 0     |
| Итого | 25    | 1     |